# ジョージ・ハリスン/リヴィング・イン・ザ・マテリアル・ワールド
『ジョージ・ハリスン/リヴィング・イン・ザ・マテリアル・ワールド』（George Harrison: Living in the Material World）は、マーティン・スコセッシ監督による、ジョージ・ハリスンに関するドキュメンタリー映画。
日本では2011年11月19日から12月2日まで期間限定で劇場公開された。

## 解説
キャッチコピーは「世界は彼の音楽で満たされた。」
ビートルズのリード・ギタリストとして、解散後はソロとして、輝かしいキャリアを築いたジョージ・ハリスンの58年の生涯を未公開映像などを通じて描いた2部構成のドキュメンタリー作品。エリック・クラプトン、元ビートルズのメンバーであったポール・マッカートニーなど親交の深かった多数の音楽関係者のインタビューも含まれている。

## 出演者
- ジョージ・ハリスン
- ポール・マッカートニー
- リンゴ・スター
- エリック・クラプトン
- オリヴィア・ハリスン
- テリー・ギリアム
- オノ・ヨーコ